# Bijapur (zamindari)
Bijapur fou un principat tributari protegit del tipus zamindari, situat al tahsil de Bargarh, al districte de Sambalpur a les Províncies Centrals. la superfície era de 207 km² i estava format per 57 pobles amb una població de 14.772 habitants el 1881.